# Торжественная помпа

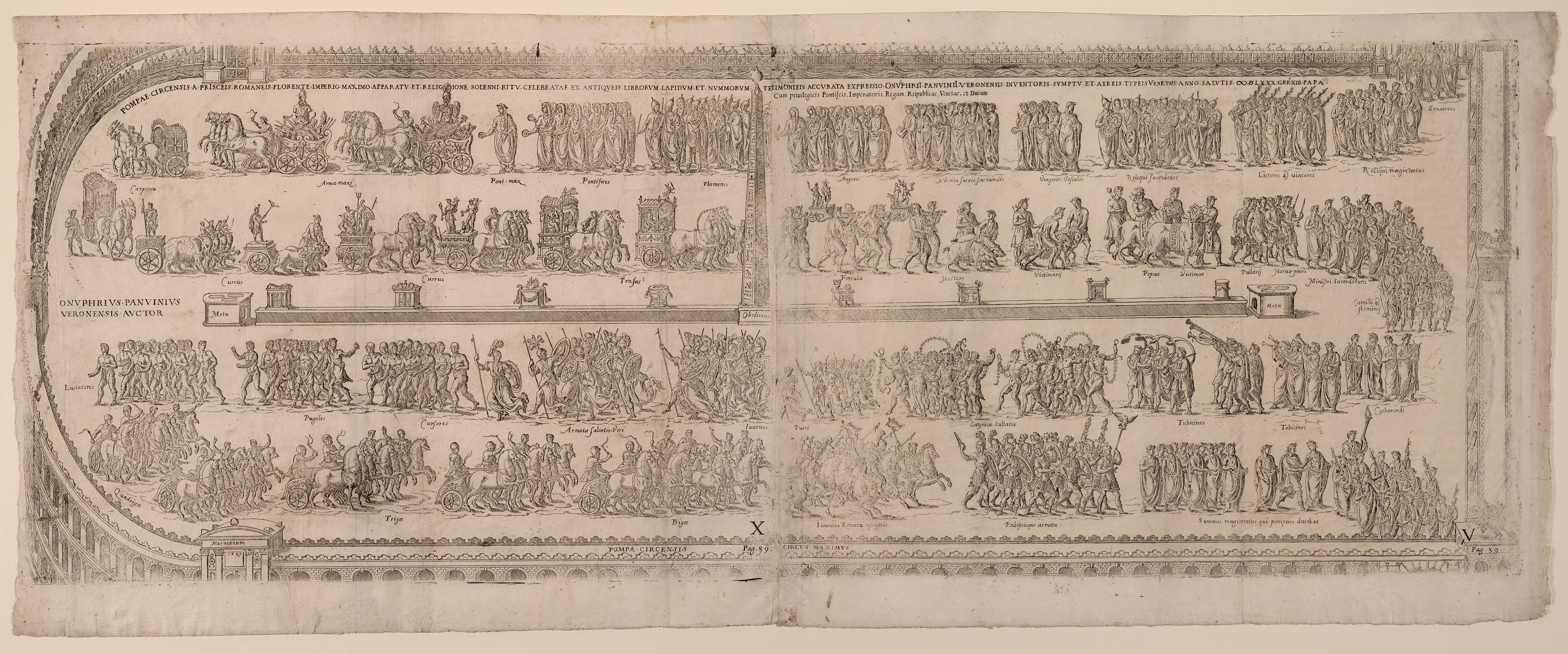
Торжественная помпа в Большом цирке в Риме, 1580 год

Торже́ственная по́мпа, или цирковая торжественная процессия (лат. pompa circensis) — в Древнем Риме торжественная процессия (шествие, парад) перед началом гонок на колесницах или гладиаторских игр.
Главным зрелищем, собиравшим римский народ в цирк, были гонки на колесницах (кроме них упоминаются также бега, схватки атлетов, бои зверей и упражнения на верховых лошадях). Первоначально эти мероприятия были составной частью религиозно-политических торжеств, сопровождавших возвращение войска из похода, что сказывается на той триумфальности процессии (pompa), которая каждый раз начиналась с состязания колесниц.
Торжественная помпа носила характер триумфа с религиозной подкладкой. Процессия празднично шла с Капитолия по форуму и скотному рынку и входила в южные ворота цирка. Держа в руке украшенный орлом скипетр,  во главе шёл или ехал (если это был претор или консул) в триумфальной одежде (тога и туника, вышитые золотом с узорами пальм) магистрат, дававший игры, позади которого стоял или шёл венчавший его золотым дубовым венцом общественный раб. Впереди гремела музыка, предводителя процессии окружали его дети, друзья и клиенты. За ним везли и несли статуи богов, впоследствии — и обожествлённых императоров, начиная с Гая Юлия Цезаря. После этого вводного акта, очень длинного и педантично соблюдаемого, начинались игры.